# Ctenotus eurydice
Ctenotus eurydice este o specie de șopârle din genul Ctenotus, familia Scincidae, descrisă de Czechura și Wombey în anul 1982. Conform Catalogue of Life specia Ctenotus eurydice nu are subspecii cunoscute.